# Ali Erfan
 (octobre 2014).
Ali Erfan est un écrivain iranien né à Ispahan en 1946.

## Biographie
Ali Erfan publie son premier roman à l'âge de 16 ans et écrit plusieurs pièces de théâtre. Il découvre Paris à l'occasion de ses études de cinéma puis retourne en Iran en 1979. Il vit en exil en France depuis 1981.
Un documentaire de Laurent Calmes intitulé Ali Erfan, l'Iran pour mémoire lui est consacré en 1992.

## Publications
- Le Dernier poète du monde, Éditions de l'Aube, 1990  (ISBN 2-876-78055-0), réed. Aube poche n°39, 1998  (ISBN 2-876-78306-1)[2]
- La Route des infidèles, Éditions de l'Aube, 1991  (ISBN 2-876-78073-9), réed Aube poche n°71, 2002  (ISBN 2-876-78698-2)
- Les Damnés du paradis (nouvelles), Éditions de l'Aube, 1996  (ISBN 2-876-78301-0), réed. Aube poche, 2002  (ISBN 2-876-78770-9)
- La 602e nuit, Éditions de l'Aube, 2000  (ISBN 2-876-78602-8)
- Ma femme est une sainte, Éditions de l'Aube, 2002  (ISBN 2-876-78772-5), réed. Aube poche, 2002  (ISBN 2-752-60126-3)
- Adieu Ménilmontant, Éditions de l'Aube, 2005  (ISBN 2-752-60128-X)[3]
- Sans ombre, Editions de l'Aube, 2017